# Бракница
Брàкница е село в Североизточна България. То се намира в община Попово, област Търговище.

## География
Селото се намира на около 17 км югозападно от град Попово, на 300 – 500 м надморска височина. Разположено е на два ската от двете страни на река Голяма река и има полупланински характер. Околната местност е също хълмиста. Землището му граничи с това на селата: Горица, Баба Тонка, Иванча, Долна Златица, Любенци и Ново Градище. Река Голяма река се намира западно от селото. Асфалтиран път го свързва с Попово и селата Славяново и Горица.
Образувано е от следните четири махали: Кършовската махала, Араплъка, Горната махала и Долната махала.

## Кратка историческа справка
Най-ранното споменаване на името на селото в османо-турски данъчен документ е от 1573 г. В далечното минало селото е било застроено в местността Ак базигрян (Черниците). Няколко предания говорят за преместването на селото, общото в които е че то е било изгорено и разпръснато. От това „бракувано“, „изоставено“ село дошло и името му – Бракница (Брак кьой). След това събитие оцелелите жители на селото се заселили на мястото, където то се намира и днес. Пак според друго предание новото село се наричало първоначално Ени махле (Новата махала), но това име не е успяло да се наложи.
Преди Освобождението селото било изцяло турско, но след руско-турската война от 1877 г. жителите му се изселили в Анадола. През 1878 – 1879 г. дошли първите нови заселници – балканджии в селото. Повечето от тях идвали от село Миндя, Еленско, Къпиново и Мерданя, Великотърновско, Стражица, Горнооряховско, и от селцата около Трявна. Църквата е построена и осветена през 1901 г., посветена на свети Архангел Михаил. Преди това селото е имало параклис от 1884 г.
Старите турски жители на селото имали и джамия, която впоследствие била съборена.
Старите родове на преселниците балканджии в селото били: Бараците, Даняците, Денчовци, Зурльовци, Кафите, Киноолар, Кършовци, Миндьовчани, Пейкооларите, Сополкоолар, Чукундур Продановци и др.
Днес в селото живеят само българи, почти всички пенсионери, потомци на някогашните преселници от Балкана.

## Религии
- Изцяло християнска (източноправославна);

## Обществени институции
- Кметско наместничество;
- Народно читалище „Св. Климент Охридски“;
- Църква;

## Културни и природни забележителности
- В селото все още има запазени къщи със старинна и интересна архитектура;
- Църковен храм „Св. Архангел Михаил“ от 1901 г.
- Руини на късноримска и средновековна крепост, известна под името „Къс кале“ (Момино кале, Малкото кале), намиращи се на около 2,5 км югозападно от селото на възвишение над десния бряг на Голяма река (Биюк дере);
- До селото има слабо минерализиран извор „Хисар“ с много хубава и лековита вода, помагаща при бъбречни и стомашно-чревни заболявания;
- Вековни широколистни (дъбови) гори;
- В местността Пирамидата (Керим сърт) в землището на селото расте огромен летен дъб на възраст около 430 години;

## Редовни събития
- Събор на селото – провежда се на първата неделя след 28 август.

## Личности
- Хаджи Йордан Денчев Петков-Комитата (1853 – 1933) (от Денчовския род) – четник на Филип Тотю и Христо Ботев, участник и в Сръбско-турската война. На 1 май 1878 г. се записва като доброволец в първия български набор. Участва в Сръбско-българската война. Произведен в чин старши подофицер и награден с кръст за храброст. Общественик; Първи кмет на селото след Освобождението; Дарява средства за построяване на църквата; Основател и дарител на местното читалище и потребителска кооперация. Умира на 14 декември 1933 г. Като израз на дълбоката си почит към него съселяните му го погребват в черковния двор.